# Anthropic
Anthropic PBC ist ein US-amerikanisches Unternehmen im Bereich künstliche Intelligenz (KI), das 2021 von ehemaligen Mitarbeitern von OpenAI gegründet wurde. Es hat sich auf die Entwicklung von KI-Systemen und Sprachmodellen spezialisiert und setzt sich für einen verantwortungsvollen Umgang mit KI ein. Anthropic ist eine Public Benefit Corporation, registriert im US-Bundesstaat Delaware.
Bei den Produkten von Anthropic wie dem Chatbot Claude wird das Einhalten von allgemein anerkannten ethischen Regeln durch spezifisches Training nach Grundsätzen u. a. der Vereinten Nationen zu erreichen versucht. Anthropic bezeichnet deshalb seine Entwicklungen als Constitutional Artificial Intelligence, welche sich an einer Verfassung von menschlichen Werten orientiert.
Zu den ersten Geldgebern gehörten Alameda Research und Google. Google investierte fast 400 Millionen US-Dollar. Anthropic kündigte eine formelle Partnerschaft mit Google Cloud an.
Im Jahre 2023 suchte Anthropic Investoren, um bis 2025 oder 2026 für 5 Milliarden US-Dollar ein Nachfolgemodell von Claude zu trainieren  und mit der Entwicklung anderer Modelle mithalten zu können. 2023 kamen als Investoren die Wagniskapitalfirma Sparc Capital und Amazon mit einer ersten Investition von 1,25 Milliarden US-Dollar dazu. Amazon hat Anthropics KI-Modelle für Kunden der Amazon Web Services (AWS) verfügbar gemacht. Neben Google, Amazon und Sparc Capital sind auch SAP, Menlo Ventures, Wisdom Ventures, Ripple Impact Investments und Factorial Funds Investoren. Am 22. November 2024 gab Amazon bekannt, über eine Wandelanleihe seine Investitionen mit weiteren 4 Mrd. US-Dollar auf 8 Mrd. US-Dollar zu verdoppeln. Dabei wurde eine Kooperation zur  Nutzung von AWS-Rechnern für Trainingszwecke vereinbart. Ebenfalls im November 2024 veröffentlichte Anthropic das Model Context Protocol, einen offenen Standard für die Kommunikation von KI-Systemen mit anderen Systemen, die als Datenquellen fungieren. Anfang 2025 wurde Anthropic mit 60 Milliarden US-Dollar bewertet.
Amazon baut gegenwärtig (2025) für die Nutzung durch Anthropic an verschiedenen Standorten riesige Rechenzentren. Allein für einen im Bau befindlichen Komplex in New Carlisle, Indiana, der 30 Rechenzentren beherbergen soll, sollen 485 Hektar Ackerland bebaut werden. Der erwartete Strombedarf der Anlagen wird mit 2,2 Gigawatt veranschlagt. Dieser zusätzliche Strombedarf soll überwiegend durch Gaskraftwerke gedeckt werden. Der Treibhausgasausstoß der für den Betrieb dieses Komplexes gebauten Kraftwerke dürfte 1000 t CO2 pro Stunde übersteigen; pro Jahr sind das über 8 Millionen Tonnen CO2. 

## Geschichte
Die Geschwister Daniela Amodei und Dario Amodei, von denen letzterer zuvor als Vizepräsident für Forschung bei OpenAI tätig war, gründeten Anthropic im Jahr 2021. Beide hatten zuvor OpenAI verlassen. Der Grund lag in Richtungsdifferenzen, die insbesondere OpenAIs Kooperation mit Microsoft ab 2019 betrafen.
Anfang Mai 2023 wurden Dario Amodei als Geschäftsführer (CEO) von Anthropic und die Geschäftsführer von Google, Microsoft und OpenAI ins Weiße Haus geladen, das angab, diese aktuell führenden (engl. currently leading) Unternehmen bezüglich Risiken durch künstliche Intelligenz gemahnt zu haben. Mitarbeiter von Anthropic weisen auf Gefahren der künstlichen Intelligenz (KI) allgemein und speziell von KI-Chatbots hin.
Weil beim Training von Claude angeblich copyright-geschützte Inhalte verwendet wurden, reichten Rechteinhaber im Oktober 2023 Klagen gegen Anthropic ein.

## Produkte

### Claude
Claude 1: Anthropic begann mit der Entwicklung eines KI-Chatbots namens Claude, der wie ChatGPT hoch detaillierte und relevante Antworten auf Nutzerfragen liefert. Claude ist ein Chatbot, der auf einem Sprachmodell unter Anwendung von bestärkendem Lernen beruht. Im Gegensatz zu ChatGPT von Open AI wird anstelle von Reinforcement learning from human feedback mit Beurteilung von Resultaten des Chatbots durch Menschen eine alternative Beurteilung vorgenommen, indem die Resultate mit der von Anthropic entwickelten Verfassung (engl. Constitution) abgeglichen und konform gemacht werden (KI-Ausrichtung). Bezüglich des Entwurfs zum europäischen Gesetz über künstliche Intelligenz sind die Abweichungen von Claude 1 noch hoch, sodass zumindest für EU-Nutzer Hindernisse entstehen könnten.
Claude 2 wurde im Juli 2023 vorerst in den USA und UK öffentlich zugänglich gemacht.
Dieser Chatbot ist in der Lage, auch sehr umfangreiche Texte zu lesen und zu verarbeiten. Im Mai 2023 wurde laut Anthropic das Kontextfenster (etwa: das Kurzzeitgedächtnis) von Claude auf 100.000 Token (etwa 75.000 Wörter) erhöht.
Zudem wird Claude von Partnerunternehmen genutzt, zu denen DuckDuckGo (mit DuckAssist), die Notiz- und Produktivitätssoftware Notion und Quora gehören. Dank der Zusammenarbeit mit Amazon Web Services (AWS) sind nun Anwendungen von Claude für alle AWS-Kunden auf der Amazon Bedrock-Plattform möglich.
Claude 3 wurde am 4. März 2024 vorgestellt. Die Claude 3-Familie umfasst drei Modelle in aufsteigender Reihenfolge ihrer Leistungsfähigkeit: Haiku, Sonnet und Opus. Firmenangaben zufolge soll es bessere Ergebnisse liefern als ChatGPT 4. Die Standardversion von Claude 3 Opus arbeitet mit einem Kontextfenster von 200.000 Token, das für einige Anwendungsfälle auf 1 Million erweitert wird.
Claude 3 erfordert eine Telefonnummer-Verifikation. Der native Webzugang ist im Gegensatz zum Zugriff via API in vielen Ländern nicht verfügbar, auch in der Europäischen Union.

### Claude Pro
Diese leistungsfähigere Version des Chatbots Claude wird Abonnenten angeboten.

## Projekte
Um die KI-Ausrichtung (engl. Alignment) ihrer Produkte weiter zu verbessern, möchte Anthropic die Constitution und Kontrolle über den Chatbot Claude mit Hilfe von rund 1000 Befragten verbessern. Dazu wurden laut dem Regelverantwortlichen Jack Clark tausend erwachsene US-Amerikaner mittels Fragebogen zu Regelvorschlägen von Anthropic befragt. Sie konnten auch selbst Regeln formulieren. Diese eventuell später neue Verfassung wird Collective Constitutional AI genannt. Dies sind Experimente, welche die Kontrolle demokratisieren sollen.
SK Telecom, der koreanische Telekom-Konzern und Investor in Anthropic, will Claude für Telekomanwendungen und weitere Sprachen, insbesondere Koreanisch, weiterentwickeln.
Anthropic veröffentlicht auch Forschungsarbeiten zur Interpretierbarkeit von Systemen des maschinellen Lernens, wobei der Schwerpunkt auf der Transformer-Architektur liegt. Dieses Forschungsgebiet nennt sich Mechanistic Interpretability. Dabei werden in Deep-Learning-Modellen Datensubsets gesucht, welche bestimmte abstrakte Features (Eigenschaften, Merkmale) am besten repräsentieren. Solche Features können in der Folge bei Aufgabenstellungen (Prompts) mit ähnlichen Eigenschaften aktiviert werden. Das entsprechende Modell kann damit auch gezielt gesteuert werden. Bei einfachen Modellen wurde diese Technik schon 2023 angewandt. Beim komplexeren LLM (Large Language Model) Claude-3 Sonnet von Anthropic wurden 2024 bereits Millionen solcher Features detektiert.